# Suchomimus
Suchomimus ("cá sấu bắt chước") là một chi khủng long spinosauridae lớn với hộp sọ giống cá sấu sống cách nay 112 triệu năm, trong thời gian cuối Aptia của thời kỳ kỷ Creta ở châu Phi. Loài duy nhất trong chi này là Suchomimus tenerensis.

## Mô tả

So sánh kích cỡ các loài trong họ spinosaurids và con người, Suchomimus màu xanh lá

Chiều dài của mẫu vật Suchomimus, một con gần trưởng thành, ban đầu được ước tính là 10,3–11 m. Trọng lượng của nó ước tính khoảng 2,7 đến 5,2 tấn. Trong năm 2010, Gregory S. Paul đã ước tính thấp hơn vào khoảng 9,5 mét và 2,5 tấn.
Những người mô tả đã thiết lập một số đặc điểm có nguồn gốc độc đáo hoặc các đặc điểm tự nhiên của chi Suchomimus. Mảnh xương trước hàm có một nhánh uốn lên không bao gồm phần xương hàm trên từ xương lỗ mũi. Các gai thần kinh trên lưng bên, xương sống và đốt sống đuôi phía trước được mở rộng sang bên. Góc trên của xương cánh tay rất khỏe mạnh. Cánh tay của chúng có một cái biếu phía trên cục xương gắn liền trong bán kính, tạo thành hình móc câu.

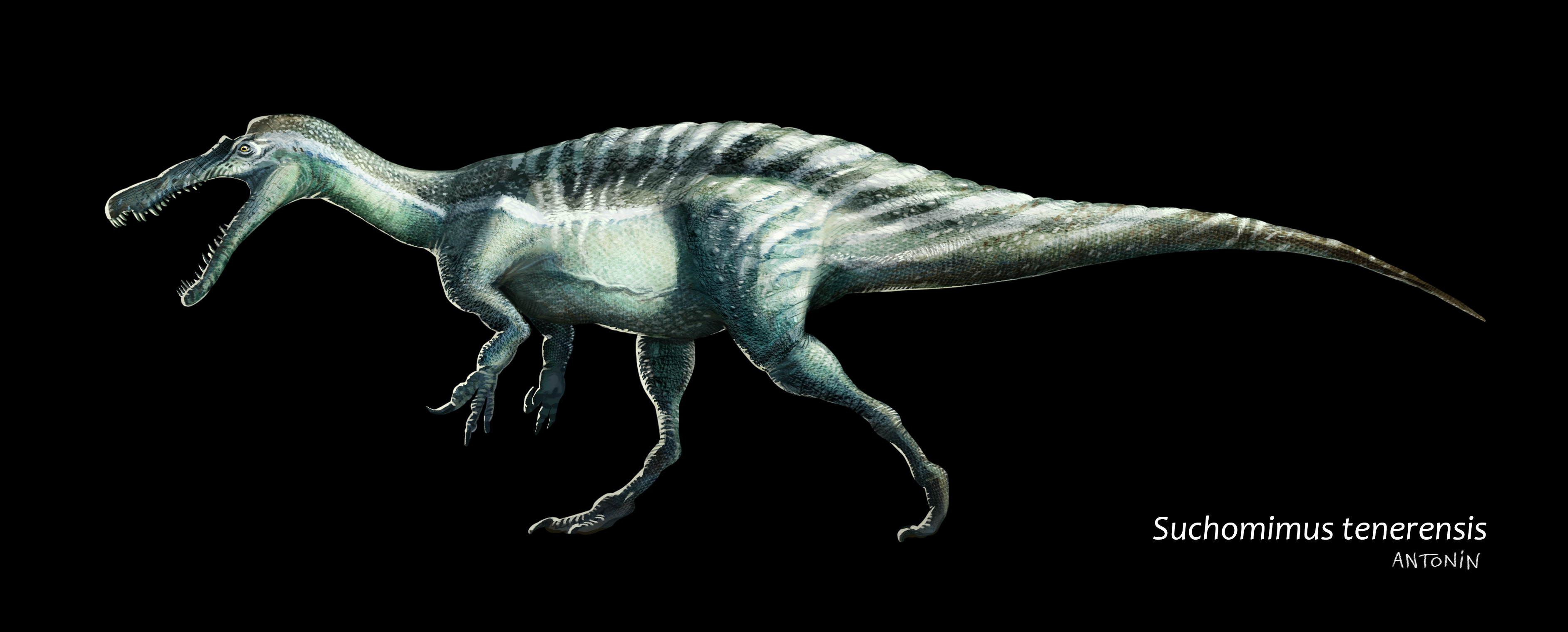
Phục hồi

Không giống như hầu hết các họ hàng chân thú khổng lồ khác, Suchomimus có một cái mõm rất dài, thấp và bộ hàm hẹp, được hình thành bởi sự mở rộng về phía trước của mảnh xương trước hàm và nhánh trước của xương hàm trên. Bộ hàm có khoảng 122 răng hình nón, nhọn nhưng không sắc và chúng cong nhẹ về phía sau, với răng cưa tốt. Đầu mõm to hơn theo phương ngang và mang "dáng hoa hồng" của răng dài hơn, mỗi bên trong hộp sọ gồm bảy cái và ở phần tương ứng của hàm dưới. Sâu vào trong, có ít nhất 22 răng ở hàm trên, trong khi toàn bộ hàm dưới hàm mang 32 cái răng. Hàm trên có một cái nút nổi bật ngay phía sau hoa hồng, nhô ra phía dưới; phần cong lồi này của hàm trên có hàm răng dài nhất trong toàn bộ hộp sọ. Hộp sọ này giống như của các loài cá sấu ăn cá chủ yếu. Các kệ xương bên trong của hàm trên cách nhau một khoảng dài, tạo thành một vòm miệng đóng kín cứng nhắc mõm. Các lỗ mũi dài, hẹp và nằm ngang; điều này cũng đúng với Cửa sổ trước hố mắt lớn hơn. Mặt sau của hộp sọ không được biết đến nhiều, nhưng nó là một hình vuông ngắn, tách ra khỏi xương bởi một quadraticum foramen lớn, cho thấy nó phải có thấp. Các hàm dưới rất dài và hẹp, tạo thành một cấu trúc cứng nhắc khi các răng hàm của chúng chạm vào nhau ở giữa đường, tăng cường hàm mũ chống lại lực xoắn. [6]